# Tony Chursky
Tony Chursky (New Westminster; 13 de junio de 1953) es un exfutbolista canadiense de ascendencia ucraniana que jugó de portero.

## Trayectoria
Se unió a Seattle Sounders de la North American Soccer League (NASL) en 1976 y terminó con el mejor récord de porteros. Jugó tres temporadas antes de ser cambiado al California Surf por Al Trost en enero de 1979.
El Surf se echó para atrás y lo cambió al Chicago Sting más tarde esa campaña. Luego fue al Toronto Blizzard de 1980 a 1982. También jugó fútbol sala en la Major Indoor Soccer League durante dos temporadas con Tacoma Stars.

## Selección nacional
Hizo un debut impresionante en la portería de Canadá contra Polonia el 1 de agosto de 1973 en Toronto en una derrota por 1-3. Continuaría estando en 19 partidos con la selección nacional.

### Participaciones en Campeonatos Concacaf
| Copa                                          | Sede     | Resultado     | Part. |
| --------------------------------------------- | -------- | ------------- | ----- |
| Campeonato de Naciones de la Concacaf de 1977 | México   | Cuarto puesto | 4     |
| Campeonato de Naciones de la Concacaf de 1981 | Honduras | Cuarto puesto | 0     |

### Partidos internacionales
| \| N.º \| Fecha \| Ciudad \| Local \| Res. \| Visitante \| Competición \| \| --- \| ------------------------ \| ---------------- \| -------------------- \| ---- \| -------------- \| ------------------------------------------------- \| \| 1 \| 1 de agosto de 1973 \| Toronto \| Canadá \| 1:3 \| Polonia \| Amistoso \| \| 2 \| 12 de noviembre de 1973 \| Puerto Príncipe \| Haití \| 0:1 \| Canadá \| Amistoso \| \| 3 \| 12 de abril de 1974 \| Hamilton \| Bermudas \| 0:0 \| Canadá \| Amistoso \| \| 4 \| 9 de octubre de 1974 \| Frankfurt \| Alemania Democrática \| 2:0 \| Canadá \| Amistoso \| \| 5 \| 31 de octubre de 1974 \| Varsovia \| Polonia \| 2:0 \| Canadá \| Amistoso \| \| 6 \| 5 de enero de 1975 \| La Habana \| Cuba \| 4:0 \| Canadá \| Amistoso \| \| 7 \| 24 de septiembre de 1976 \| Vancouver \| Canadá \| 1:1 \| Estados Unidos \| Clasificación para el Campeonato Concacaf de 1977 \| \| 8 \| 10 de octubre de 1976 \| Vancouver \| Canadá \| 1:0 \| México \| Clasificación para el Campeonato Concacaf de 1977 \| \| 9 \| 20 de octubre de 1976 \| Seattle \| Estados Unidos \| 2:0 \| Canadá \| Clasificación para el Campeonato Concacaf de 1977 \| \| 10 \| 27 de octubre de 1976 \| Toluca de Lerdo \| México \| 0:0 \| Canadá \| Clasificación para el Campeonato Concacaf de 1977 \| \| 11 \| 11 de septiembre de 1977 \| Puerto España \| Trinidad y Tobago \| 1:1 \| Canadá \| Amistoso \| \| 12 \| 12 de octubre de 1977 \| Ciudad de México \| Canadá \| 2:1 \| Surinam \| Campeonato Concacaf de 1977 \| \| 13 \| 16 de octubre de 1977 \| Ciudad de México \| Canadá \| 2:1 \| Guatemala \| Campeonato Concacaf de 1977 \| \| 14 \| 20 de octubre de 1977 \| Monterrey \| Haití \| 1:1 \| Canadá \| Campeonato Concacaf de 1977 \| \| 15 \| 22 de octubre de 1977 \| Monterrey \| México \| 3:1 \| Canadá \| Campeonato Concacaf de 1977 \| \| 16 \| 15 de septiembre de 1980 \| Vancouver \| Canadá \| 4:0 \| Nueva Zelanda \| Amistoso \| \| 17 \| 9 de noviembre de 1980 \| Tegucigalpa \| Honduras \| 2:0 \| Canadá \| Amistoso \| \| 18 \| 12 de octubre de 1981 \| San Fernando \| Trinidad y Tobago \| 2:4 \| Canadá \| Amistoso \| \| 19 \| 14 de octubre de 1981 \| Pointe-à-Pitre \| Guadalupe \| 1:2 \| Canadá \| Amistoso \| |                          |                  |                      |      |                |                                                   |
| N.º | Fecha                    | Ciudad           | Local                | Res. | Visitante      | Competición                                       |
| 1 | 1 de agosto de 1973      | Toronto          | Canadá               | 1:3  | Polonia        | Amistoso                                          |
| 2 | 12 de noviembre de 1973  | Puerto Príncipe  | Haití                | 0:1  | Canadá         | Amistoso                                          |
| 3 | 12 de abril de 1974      | Hamilton         | Bermudas             | 0:0  | Canadá         | Amistoso                                          |
| 4 | 9 de octubre de 1974     | Frankfurt        | Alemania Democrática | 2:0  | Canadá         | Amistoso                                          |
| 5 | 31 de octubre de 1974    | Varsovia         | Polonia              | 2:0  | Canadá         | Amistoso                                          |
| 6 | 5 de enero de 1975       | La Habana        | Cuba                 | 4:0  | Canadá         | Amistoso                                          |
| 7 | 24 de septiembre de 1976 | Vancouver        | Canadá               | 1:1  | Estados Unidos | Clasificación para el Campeonato Concacaf de 1977 |
| 8 | 10 de octubre de 1976    | Vancouver        | Canadá               | 1:0  | México         | Clasificación para el Campeonato Concacaf de 1977 |
| 9 | 20 de octubre de 1976    | Seattle          | Estados Unidos       | 2:0  | Canadá         | Clasificación para el Campeonato Concacaf de 1977 |
| 10 | 27 de octubre de 1976    | Toluca de Lerdo  | México               | 0:0  | Canadá         | Clasificación para el Campeonato Concacaf de 1977 |
| 11 | 11 de septiembre de 1977 | Puerto España    | Trinidad y Tobago    | 1:1  | Canadá         | Amistoso                                          |
| 12 | 12 de octubre de 1977    | Ciudad de México | Canadá               | 2:1  | Surinam        | Campeonato Concacaf de 1977                       |
| 13 | 16 de octubre de 1977    | Ciudad de México | Canadá               | 2:1  | Guatemala      | Campeonato Concacaf de 1977                       |
| 14 | 20 de octubre de 1977    | Monterrey        | Haití                | 1:1  | Canadá         | Campeonato Concacaf de 1977                       |
| 15 | 22 de octubre de 1977    | Monterrey        | México               | 3:1  | Canadá         | Campeonato Concacaf de 1977                       |
| 16 | 15 de septiembre de 1980 | Vancouver        | Canadá               | 4:0  | Nueva Zelanda  | Amistoso                                          |
| 17 | 9 de noviembre de 1980   | Tegucigalpa      | Honduras             | 2:0  | Canadá         | Amistoso                                          |
| 18 | 12 de octubre de 1981    | San Fernando     | Trinidad y Tobago    | 2:4  | Canadá         | Amistoso                                          |
| 19 | 14 de octubre de 1981    | Pointe-à-Pitre   | Guadalupe            | 1:2  | Canadá         | Amistoso                                          |

## Clubes
| Club               | País           | Año       |
| ------------------ | -------------- | --------- |
| Vancouver Spartans | Canadá         | 1969-1971 |
| Simon Fraser Clan  | Canadá         | 1972-1975 |
| Seattle Sounders   | Estados Unidos | 1975-1978 |
| California Surf    | Estados Unidos | 1979      |
| Chicago Sting      | Estados Unidos | 1979      |
| Toronto Blizzard   | Canadá         | 1980-1982 |
| Tacoma Stars       | Estados Unidos | 1983-1986 |